# Bundesratswahl 1999 (Ersatzwahl)
Die Bundesratsersatzwahlen 1999 fanden am 11. März 1999 in der Schweiz statt.
Aufgrund ihrer schwindenden Wählerstärke musste die CVP 1999 befürchten, nach den im Oktober anstehenden Parlamentswahlen eigentlich nicht mehr Anspruch auf zwei Sitze im Bundesrat zu haben. Deshalb traten die beiden CVP-Bundesräte Arnold Koller und Flavio Cotti schon im Frühling, neun Monate vor dem ordentlichen Auslaufen ihrer Amtszeit, zurück, um unverbrauchten Kräften als Wahllokomotiven Platz zu machen, und in der Hoffnung, dass es das Parlament nicht wagen würde, bei der Bestätigungswahl der Landesregierung im Herbst ein eben erst gewähltes Mitglied der Landesregierung schon wieder abzuwählen.

## Ersatzwahl für Arnold Koller
Für die Nachfolge des Appenzeller Bundesrates Arnold Koller trat dabei schon früh eine Frauenkandidatur in den Vordergrund. Die ausserhalb Appenzells gänzlich unbekannte Ruth Metzler galt zunächst aufgrund ihrer geringen Erfahrung und ihrer fehlenden Kenntnisse des eidgenössischen Politbetriebes nur als Aussenseiterin. Jedoch vermochte sie mit ihrer Jugend und ihrem unbekümmerten, sympathischen Auftreten bald eine positive Grundstimmung aufzubauen. So wurde sie von der CVP neben der St. Galler Volkswirtschaftsministerin Rita Roos als offizielle Kandidatin aufgestellt.
Ruth Metzler wurde im vierten Wahlgang und mit acht Stimmen Mehrheit (126:118) von der schweizerischen Bundesversammlung in den Bundesrat gewählt. Die Stimmen kamen dabei hauptsächlich aus dem rechten Parteienspektrum, da Ruth Metzler als technokratischer und weniger sozial eingestellt galt als Rita Roos. Noch im 3. Wahlgang war das Rennen völlig offen, da sowohl Metzler wie Roos exakt 122 Stimmen erhielten. Möglicherweise verdankt Metzler ihre Wahl aber einem nachlässigen Parlamentarier, der im 3. Wahlgang «Roth» auf den Wahlzettel schrieb. Dieser Zettel wurde ungültig erklärt, da nicht klar war, ob dieser Parlamentarier Rita Roos gemeint oder den im zweiten Wahlgang ausgeschiedenen und damit nicht mehr wählbaren Mitkandidaten namens Jean-François Roth (CVP/JU) aufgeschrieben hatte.
|                         | 1. Wahlgang | 2. Wahlgang | 3. Wahlgang | 4. Wahlgang |
| ----------------------- | ----------- | ----------- | ----------- | ----------- |
| ausgeteilte Wahlzettel  | 244         | 245         | 245         | 245         |
| eingegangene Wahlzettel | 244         | 245         | 245         | 244         |
| leer/ungültig           | 0/0         | 0/0         | 0/1         | 0/0         |
| gültig total            | 244         | 244         | 244         | 244         |
| absolutes Mehr          | 123         | 123         | 123         | 123         |
| Ruth Metzler            | 95          | 106         | 122         | 126         |
| Rita Roos               | 87          | 113         | 122         | 118         |
| Rosmarie Simmen         | 33          | 23          | –           | –           |
| verschiedene            | 29          | 2           | –           | –           |

## Ersatzwahl für Flavio Cotti
Joseph Deiss wurde als Nachfolger von Flavio Cotti in den Bundesrat gewählt. Er war einer der drei offiziellen Kandidaten der CVP, neben Adalbert Durrer und Remigio Ratti. Im sechsten Wahlgang setzte er sich schliesslich äusserst knapp gegen den inoffiziellen Kandidaten Peter Hess durch, mit 120 zu 119 Stimmen.
|                         | 1. Wahlgang | 2. Wahlgang | 3. Wahlgang | 4. Wahlgang | 5. Wahlgang | 6. Wahlgang |
| ----------------------- | ----------- | ----------- | ----------- | ----------- | ----------- | ----------- |
| ausgeteilte Wahlzettel  | 245         | 245         | 245         | 245         | 244         | 244         |
| eingegangene Wahlzettel | 245         | 244         | 244         | 245         | 244         | 244         |
| leer/ungültig           | 0/0         | 0/0         | 0/1         | 0/0         | 0/0         | 5/0         |
| gültig total            | 245         | 244         | 244         | 245         | 244         | 239         |
| absolutes Mehr          | 123         | 123         | 123         | 123         | 123         | 120         |
| Joseph Deiss            | 20          | 34          | 37          | 51          | 104         | 120         |
| Peter Hess              | 54          | 66          | 82          | 98          | 117         | 119         |
| Jean-François Roth      | 60          | 73          | 81          | 78          | 23          | –           |
| Adalbert Durrer         | 34          | 35          | 32          | 18          | –           | –           |
| Remigio Ratti           | 33          | 17          | –           | –           | –           | –           |
| Bruno Frick             | 16          | 11          | –           | –           | –           | –           |
| Eugen David             | 14          | –           | –           | –           | –           | –           |
| verschiedene            | 14          | 8           | 12          | –           | –           | –           |

## Fazit
Die Taktik der CVP ging insofern auf, als die beiden neuen Bundesräte bei den Gesamterneuerungswahlen im gleichen Jahr wieder gewählt wurden. Vier Jahre darauf, bei den Bundesratswahlen 2003, wurde Ruth Metzler jedoch zu Gunsten von Christoph Blocher (SVP) abgewählt.